# Kasteel van Assendelft
Het kasteel van Assendelft stond in het Nederlandse dorp Assendelft, provincie Noord-Holland.

## Geschiedenis
De eerste vermelding van het kasteel dateert uit 1306: Nicolaes heer van Putten beleende Gerrit van Assendelft met de grond waar Gerrit ook zijn 'husinge' op had staan.
Gerrit was waarschijnlijk schout van Assendelft. Hij kreeg echter een stevig conflict met de buren van Assendelft en de graaf van Holland moest komen bemiddelen. Gerrit werd in het ongelijk gesteld en moest zich met de graaf verzoenen. Ondanks deze problemen werd hij in 1313 door de graaf beleend met het schoutambacht en kon zichzelf nu heer van Assendelft noemen. Twee jaar later werd Gerrit echter door de graaf opgedragen om zijn functie af te staan aan zijn zoon Barthoud I van Assendelft. Kennelijk was de relatie tussen Gerrit en de graaf in de tussentijd niet verbeterd.

### Barthoud I
Net als zijn vader had ook Barthoud I van Assendelft regelmatig problemen. Zo waren er conflicten tussen hem en de inwoners van Assendelft, zoals over de heervaart en de keuze voor schout en schepenen. Steeds moest de graaf weer bemiddelen.
Barthoud huwde de welgestelde Catharina, een dochter van Dirk van den Wale, hofmeester van graaf Willem III. Hierdoor kon hij in Heemskerk een kasteel kopen, het latere slot Assumburg. Barthoud en Catharina lieten hun bezit na aan oudste zoon Dirk I, die echter vóór 1348 kinderloos overleed. Dirks jongere broer Gerrit II volgde hem nu op als heer van Assendelft.

### Verwoesting en herbouw
Gerrit II van Assendelft was gehuwd met Stevina van Haarlem. Zij kregen een zoon, Barthoud II.
Het kasteel van Assendelft is waarschijnlijk verwoest tijdens de Hoekse en Kabeljauwse twisten. Dit blijkt uit de akte waarin Barthoud II in 1399 door de heer van Putten met de grond werd beleend: het betrof de grond 'met al de husinge die daerop stond'. Niet lang na deze belening is het kasteel echter weer herbouwd.
Barthoud II trouwde met Natalije, een onwettige dochter van graaf Albrecht van Beieren. De graaf verhief Assendelft in 1400 tot een hoge heerlijkheid. Omdat Barthout geen wettige zoon naliet volgde zijn jongere broer Dirk II hem op. Van Dirk en zijn echtgenote Catharina van Cralingen is bekend dat zij het kasteel van Assendelft zelf bewoonden.

### Brand
Het kasteel is in 1426 of kort daarna door brand verwoest. Dit kan onverwachts zijn gebeurd, maar het kan ook te maken hebben met het mislukte beleg van Haarlem, waarna de Kabeljauwse partij uit wraak enkele kastelen in de omgeving verwoestte.
Het kasteel van Assendelft werd kennelijk niet meer herbouwd, want Gerrit van Assendelft - zoon van Dirk II - verklaarde in 1446 dat hij geen kasteel in Assendelft tot zijn beschikking had. Dit dwong hem om hertog Filips te verzoeken of hij het kasteel Assumburg te Heemskerk mocht gebruiken als gevangenis voor de misdadigers uit Assendelft. Hij kreeg hier inderdaad toestemming voor van de hertog.

### Onterven
In 1547 werd de jurist Gerrit van Assendelft beleend met de heerlijkheid en met de hofstede die op het oude kasteelterrein stond. Gerrit was in 1507 getrouwd met Catharina de Chasseur, die bekend zou werden als valsemuntster en uiteindelijk in 1541 werd geëxecuteerd. Het stel had een zoon gekregen, Nicolaas, maar Gerrit wilde hem zo veel mogelijk buiten de erfenis laten. De heerlijkheid Assendelft met het voormalige kasteelterrein ging dan ook naar Gerrits neef Otto van Assendelft.

### Boerderij
Het kasteel is nooit meer herbouwd. Volgens een tekening die de situatie in 1622 moet weergeven zou er in dat jaar een aanzienlijke woning op het kasteelterrein staan, mogelijk de hofstede die in de 16e eeuw ook al werd genoemd. In een verkoopakte van 1668 wordt dit huis echter niet meer vermeld. In 1884 stond er op het kasteelterrein alleen een boerderij en bleken er nog veel restanten zichtbaar van het voormalige kasteel.
Anno 2024 staat er een boerenbedrijf.
Adrichem · Aelbrechtsberg · Akersloot · Amstel · Amsterdam · Assendelft · Assumburg · Banjaert · Beeckestijn · Berkenrode · Boekel · Bollenhofstede · Ten Bosch · Brederode · Caprera · Ter Coulster · Cranenbroek · Dampegeest · Eenigenburch · Egmond · Heemstede · Hilversum · Ilpenstein · Jan Aernts woninge van Bennebroek · Keggenrode · Ter Kleef · Kostverloren · Kronenburg · Marquette · Merestein · Middelburg · Muiderslot · Nederhorst · Nieuwburg · Nuwendoorn · Oud Haerlem · De Park · Poelenburg · Purmersteijn · Radboud · Huis te Ramp · Reewijk/Rietwijk · Rolland · Ruysdael · Schagen · Huis te Schoten · Sparenwoude · Te Spijk · Swanenburch · Sypesteyn · Tetrode · Teylingerbosch · Torenburg · Velsen · De Vlotter · Vogelenzang · Ter Wijc · Wijdenes · Ypestein · Te Zaanen